# W. Bruce Cameron
William Bruce Cameron (Petoskey, Míchigan, 2 de febrero de 1960) más conocido como W. Bruce Cameron es un escritor, columnista y humorista estadounidense famoso por su novela A Dog's Purpose la cual ocupó un puesto en The New York Times Best Seller list y que fue adaptada al cine en 2017.

## Biografía
William Bruce Cameron nació en Petoskey, Michigan el 2 de febrero de 1960 sin embargo creció en Prairie Village, Kansas, lugar en el que curso la educación secundaria en el Shawnee Mission East High School, posteriormente se trasladó a Fulton, Misuri para estudiar la universidad en el Westminster Collage.
En 2001 publicó su primer libro titulado 8 Simple Rules for Dating My Teenage Daughter el cual sirvió de base para una serie transmitida por la cadena estadounidense ABC entre 2002 y 2005, este evento lo llevó a trasladarse a vivir a Los Ángeles, California.
En 2004 público How to Remodel a Man, obra extraída de la revista O, The Oprah Magazine que a su vez le valió una invitación al Show de Oprah Winfrey (quién fundó la mencionada revista).
En 2010 público A Dog's Purpose, novela que consiguió posicionarse en The New York Times Best Seller list durante 63 semanas, en un principio el autor aseguró que la historia habría surgido después de un encuentro con un perro que le habría dejado la sensación de haberse encontrado con una reencarnación de otro perro que el mismo tuvo en su infancia aunque algunos años después Cameron dijo que la obra surgió a partir de una historia que inventó para animar a su entonces novia Cathryn Mychon, cuyo perro recientemente había fallecido.
La historia de A Dog's Purpose fue comprada por DreamWorks en 2012 con el objetivo de realizar una versión de acción real de la historia, el trabajo en cuestión fue estrenado en 2017, y sirvió de impulso para que la obra escrita alcanzará el número 1 en la lista de libros best-selling de USA Today siendo el primer libro sobre perros en alcanzar dicho lugar en ese ranking desde que Marley & Me lo hiciera en 2006. A la historia de A Dog's Purpose le siguieron dos secuelas: A Dog's Journey en 2012 y A Dog's Promise en 2019, de las cuales A Dog's Journey también fue llevada al cine en 2019.
A la par de estos trabajos público un total de 689 columnas semanales para la distribuidora independiente de tiras cómicas Creators Syndicate hasta que decidió dejar dicha actividad el 7 de enero de 2012.
En 2017 público A Dog's Way Home la cual, al igual que otros trabajos, fue adaptada el cine en 2019, la secuela de A Dog's Way Home titulada A Dog's Courage fue publicada en 2021.

### Vida personal
El 27 de noviembre de 2010 contrajo matrimonio con la también escritora estadounidense Cathryn Michon con quién procreó dos hijos: Chase Cameron y Georgia Lee Cameron.

## Obras
Serie A Dog's Purpose:
- A Dog's Purpose (2010).
- A Dog's Journey (2012).
- A Dog's Promise (2019).

Serie A Dog's Way Home:
- A Dog's Way Home (2017).
- A Dog's Courage (2021).

Serie Ruddy McCann:
- The Midnight Dog of the Repo Man: A Short Story, Forge (2014).
- The Midnight Plan of the Repo Man (2014).
- Repo Madness (2016).

Serie Standalone Novels:
- Emory's Gift (2011).
- The Dogs of Christmas (2013).
- The Dog Master (2015).
- A Dog's Perfect Christmas (2020).

Serie For Young Readers:
- Serie A Dog's Purpose Puppy Tales:
  - Ellie's Story (2015).
  - Bailey's Story (2016).
  - Molly's Story (2017).
  - Max's Story (2018).
  - Toby's Story (2019).
  - Cooper's Story (2021).
- Serie A Dog's Way Home Puppy Tales
  - Shelby's Story (2018).

Bella's Story (2020).
- Lily's Story (2019).
- Serie Lily to the Rescue:
  - Lily to the Rescue (2020).
  - Two Little Piggies (2020).
  - The Not-So-Stinky Skunk (2020).
  - Dog Dog Goose (2020).
  - Lost Little Leopard (2021).
  - The Misfit Donkey (2021).
  - Foxes in a Fix (2021).
  - The Three Bears (2021).

Libros no ficticios:
- 8 Simple Rules for Dating My Teenage Daughter (2001).
- How to Remodel a Man (2004).
- 8 Simple Rules for Marrying My Daughter (2008).
- A Dad's Purpose (2017).

## Premios
- Premio al mejor columnista de humor (periódicos de más de 100000 tiradas) por la Sociedad Nacional de Columnistas de Periódicos (Primer lugar en 2003 y 2006).[18]
- Premio al humor por la Sociedad Robert Benchley (2006).[19][20]
- Columnista del año por la Sociedad Nacional de Columnistas de Periódicos (2011).[17]